# Fortezza (stacja kolejowa)
Fortezza (wł. Stazione di Fortezza, niem: Bahnhof Franzensfeste)) – stacja kolejowa w Franzensfeste, w prowincji Bolzano, w regionie Trydent-Górna Adyga, we Włoszech. Znajduje się na linii Werona – Innsbruck.
Według klasyfikacji RFI ma kategorię srebrną.

## Linie kolejowe
- Werona – Innsbruck
- Val Pusteria

## Połączenia
Na stacji zatrzymują się wszystkie pociągi regionalne, Regio Express, EuroCity oraz EuroNight przewoźników Trenitalia SAD, Österreichische Bundesbahnen i DB.